# ديفيد جونز (ضابط)
دايفيد جونز (بالإنجليزية: David M. Jones)‏ (و. 1913 – 2008 م) هو ضابط، من الولايات المتحدة الأمريكية، ولد في كوس باي، أوريغون، توفي في توسان، أريزونا، عن عمر يناهز 95 عاماً.

## التعليم
تعلم في جامعة أريزونا، وكلية القيادة والأركان العامة للجيش الأمريكي ‏.

## الخدمة العسكرية
خدم في القوات الجوية الأمريكية.

## جوائز
حصل على جوائز منها:
- صليب الطيران المتميز
- نوط الجو
- وسام ناسا للخدمة الاستثنائية
- وسام القلب الأرجواني
- وسام الاستحقاق الأمريكي برتبة فيلق
- وسام الاستحقاق.